# Пјано дел'Аква (Рагуза)
Пјано дел'Аква је насеље у Италији у округу Рагуза, региону Сицилија.
Према процени из 2011. у насељу је живело 309 становника. Насеље се налази на надморској висини од 368 м.